# Heterololigo bleekeri
Heterololigo bleekeri (W. Keferstein, 1866), comunemente noto come calamaro lancia o yari-ika in giapponese, è un cefalopode della famiglia Loliginidae, diffuso nelle acque temperate dell'Oceano Pacifico occidentale, in particolare lungo le coste del Giappone. Questa specie ha un ciclo vitale annuale, con la deposizione delle uova che avviene in primavera ed estate nelle regioni settentrionali del suo areale, e in inverno nelle aree meridionali.

## Biologia
Una caratteristica distintiva di H. bleekeri è la presenza di due siti di immagazzinamento degli spermatozoi nel corpo della femmina: uno interno, situato nell'ovidotto, e uno esterno, localizzato sulla membrana buccale ventrale vicino al ricettacolo seminale. Questa peculiarità è associata a tattiche riproduttive alternative nei maschi, che si differenziano in consort e sneaker. I maschi consort, di dimensioni maggiori, trasferiscono gli spermatofori all'interno dell'ovidotto della femmina poco prima della deposizione delle uova, garantendo una fecondazione interna. Al contrario, i maschi sneaker, più piccoli, depositano gli spermatofori sulla membrana buccale della femmina, vicino al ricettacolo seminale, favorendo una fecondazione esterna al momento del passaggio delle uova.
Studi hanno evidenziato che queste tattiche riproduttive sono accompagnate da dimorfismo negli spermatofori e negli spermatozoi. I maschi consort producono spermatofori più lunghi con spermatangi di forma allungata e spermatozoi dotati di flagelli più corti, ottimizzati per la fecondazione interna. I maschi sneaker, invece, generano spermatofori più corti con spermatangi a forma di goccia e spermatozoi con flagelli più lunghi, adattati per la fecondazione esterna.
Un aspetto interessante è che la data di nascita dei maschi di H. bleekeri sembra influenzare la loro strategia riproduttiva. Ricerche recenti suggeriscono che i maschi nati in periodi specifici dell'anno sviluppano dimensioni corporee e tattiche di accoppiamento differenti, determinando il loro ruolo come consort o sneaker.

## Ecologia
Dal punto di vista ecologico, H. bleekeri è una specie pelagica che si trova a profondità comprese tra 0 e 100 metri. È di notevole importanza commerciale, soprattutto nelle acque giapponesi, dove viene pescato per il consumo umano. Per sostenere le popolazioni e le attività di pesca, sono stati installati substrati artificiali lungo le coste del Giappone per fornire ulteriori siti di deposizione delle uova.

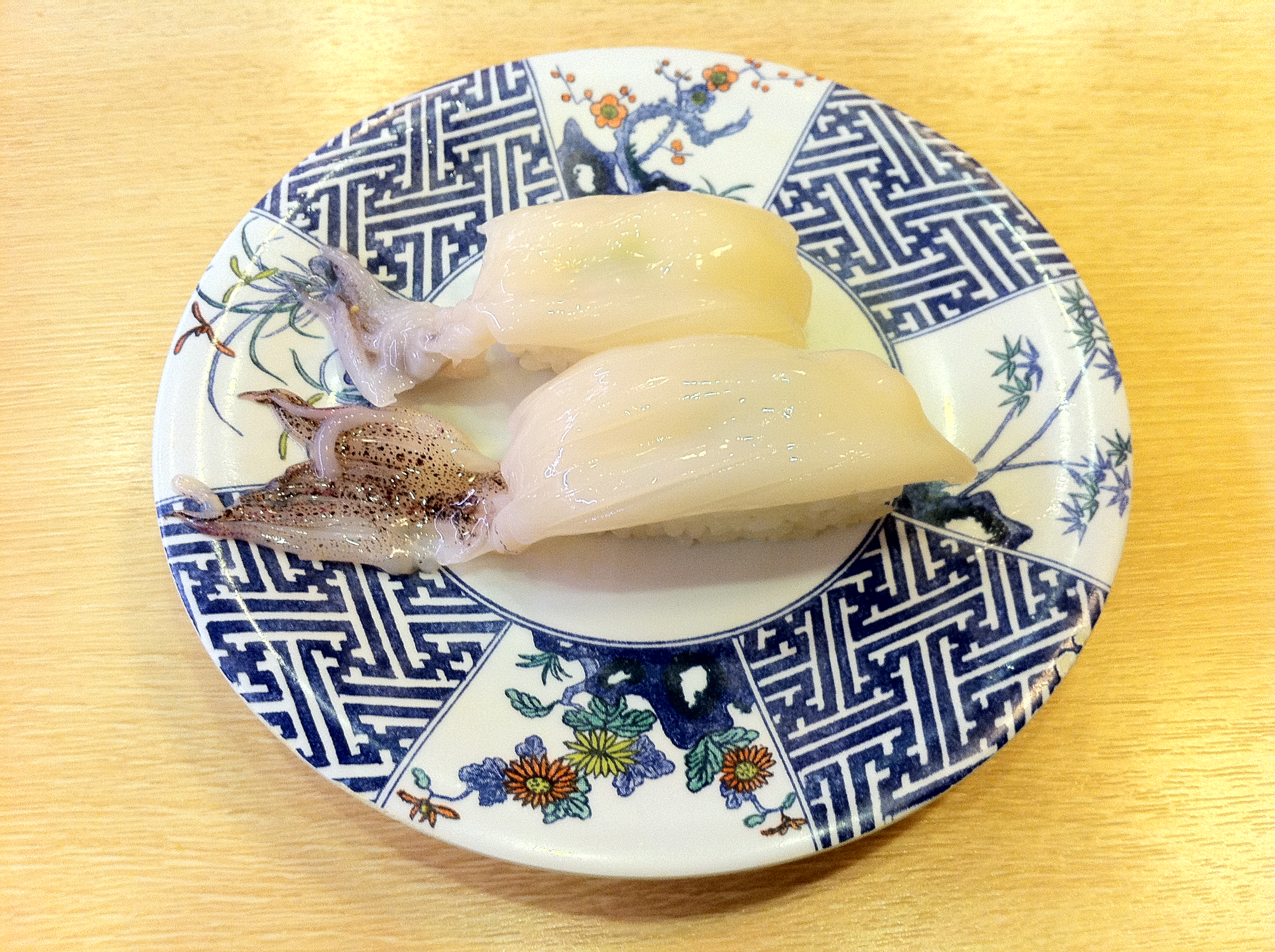
Piatto di sushi
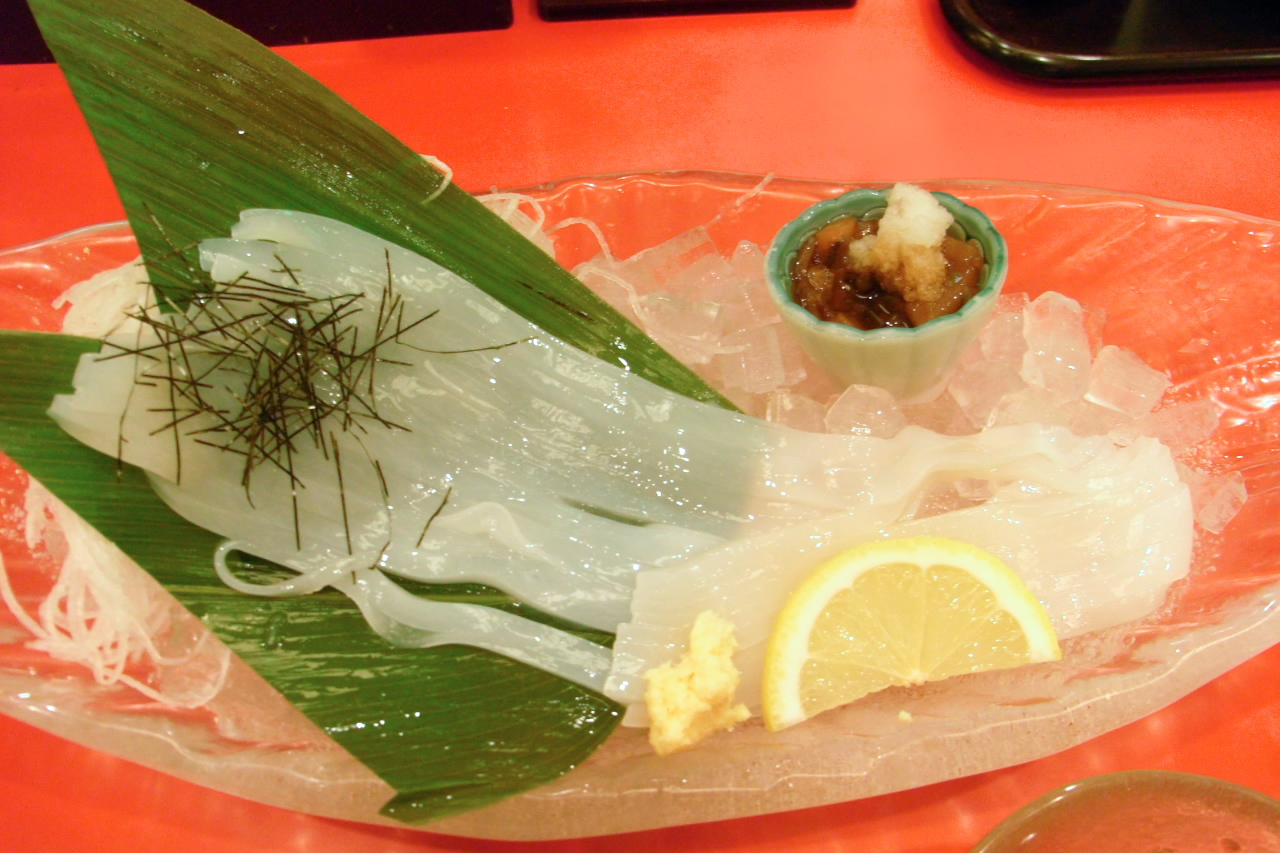
Piatto di ika sōmen

## Importanza nella ricerca
In ambito scientifico, H. bleekeri è utilizzato come organismo modello in vari studi biologici. Il suo genoma mitocondriale è stato sequenziato, e i suoi neuroni sono impiegati nella ricerca neurobiologica.